# Avenel, New Jersey
Avenel, New Jersey (енгл. Avenel) насељено је место без административног статуса у америчкој савезној држави Њу Џерзи.

## Демографија
По попису из 2010. године број становника је 17.011, што је 541 (-3,1%) становника мање него 2000. године.
| Група             | 2000.         | 2010.         |
| Белци             | 8.596 (49,0%) | 6.831 (40,2%) |
| Афроамериканци    | 3.451 (19,7%) | 3.364 (19,8%) |
| Азијати           | 3.318 (18,9%) | 3.893 (22,9%) |
| Хиспаноамериканци | 1.729 (9,9%)  | 2.694 (15,8%) |
| Укупно            | 17.552        | 17.011        |